# New Edge

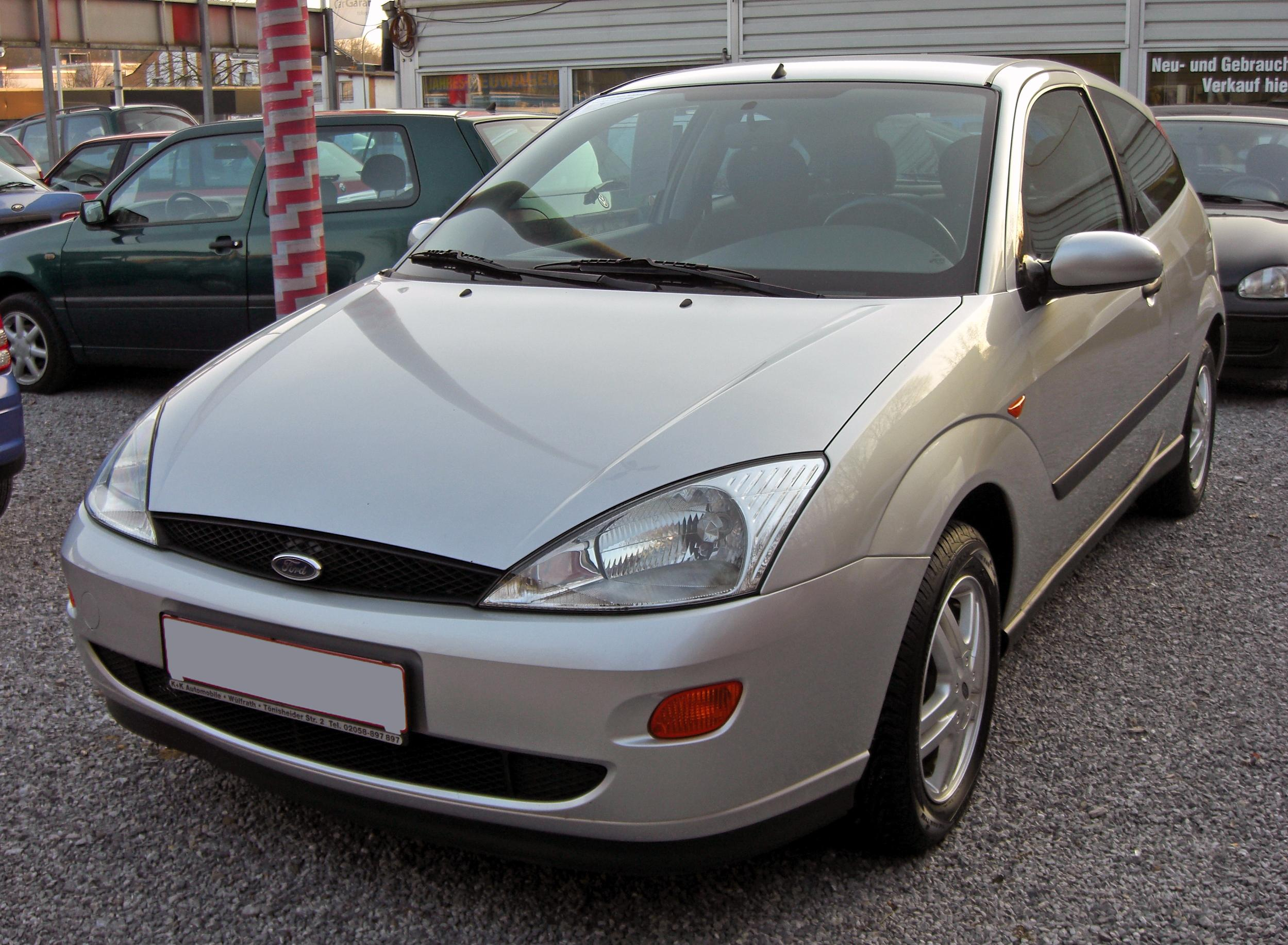
Ford Focus I

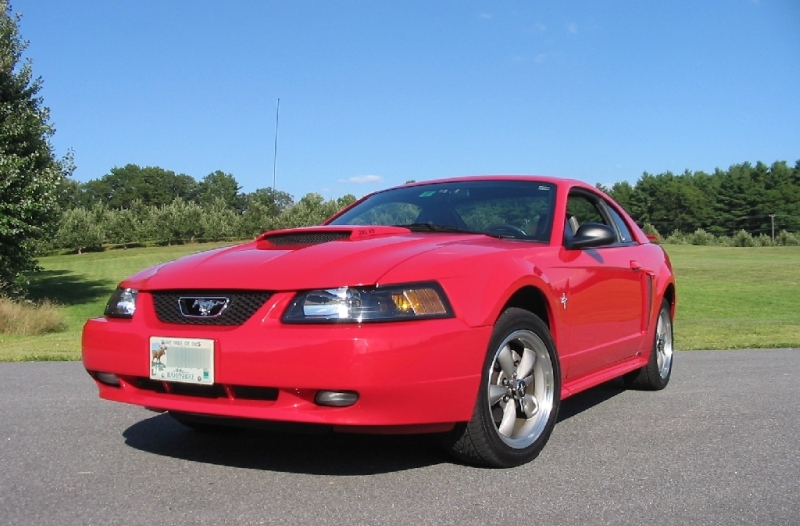
1999-2004 Ford Mustang

New Edge – nazwa, którą firma Ford Motor Company nadała designowi, który stosowała w swoich niektórych samochodach osobowych na przełomie lat 90. i 2000. Za ojca projektu uważa się Jacka Telnacka.
W stylu tym Ford używał wielu wielokątów i "ostrych" kształtów. Najbardziej charakterystyczne dla tego stylu były trójkątne przednie reflektory.
Następcą New Edge jest styl Kinetic Design.

## Samochody z New Edge
- Ford Ka (1996)
- Ford Puma (1997)
- Ford Focus (1998, 2004)
- Ford Cougar (1998)
- Ford Falcon (1998)
- Ford Fiesta (1999)
- Ford Mustang (1999)
- Ford Mondeo (2000)